# Berdytchiv
Berdytchiv (en ukrainien : Бердичів) ou Berditchev (en russe : Бердичев) est une ville de l'oblast de Jytomyr, en Ukraine. Sa population s'élevait à 73 000 habitants en 2024.

## Géographie

### Situation
Berdytchiv est située à 41 km au sud de Jytomyr, à 150 km au sud-ouest de Kiev, à 100 km au nord de Vinnytsia et 170 km au nord-est de Khmelnytskyï.

### Relief et hydrographie
Elle est arrosée par la rivière Hnylopyat (89 km), affluent du Teteriv, lui-même affluent de rive droite du Dniepr, qui se jette dans la mer Noire.

### Voies de communication
Les principales voies routières sont :
- la E583, qui la relie à Jytomyr ;
- la T0606, prolongée vers l'est par la T0611 ;
- la T2309, qui la relie à Tchoudniv (oblast de Jytomyr) à l'ouest ;
- la P31, qui la relie à Raïhorodok de Berdytchiv au sud-ouest, puis à la P32, grande route est-ouest allant du Dniepr à Kremenets.

La gare de Berdytchiv est desservie principalement par la ligne de chemin de fer qui la relie à Koziatyn (oblast de Vinnytsia) au sud, où elle se connecte à une ligne nord-est-sud-ouest (Kiev-Vinnytsia).

## Histoire

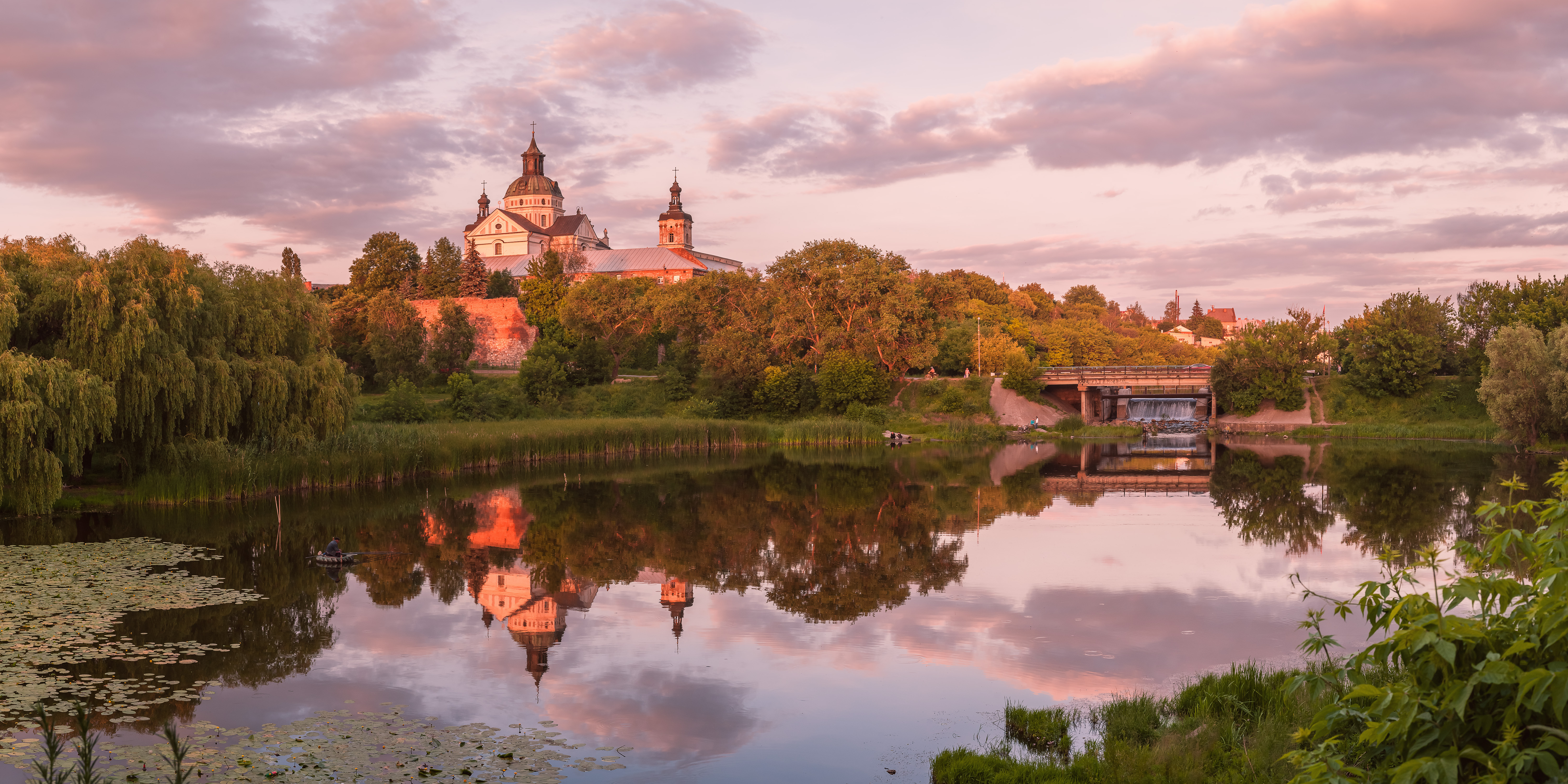
Le monastère des Carmes déchaux de Berdytchiv. Juin 2016.

### Moyen Âge
Située dans un territoire relevant de la Rus' de Kiev au XIe siècle, Berdytchiv est incorporée au XIVe siècle au grand-duché de Lituanie, associé dès cette époque au royaume de Pologne (union de Pologne et de Lituanie). 
En 1483, les Tatars de Crimée détruisent la localité de Berdytchiv. 

### Époque moderne
La partition de 1546, entre la Lituanie et la Pologne[réf. nécessaire] fait de la région une propriété de la famille lituanienne des Tychkevitch[pas clair].
Après l'union de Lublin (1569), qui institue la république des Deux Nations (monarchie élective), les territoires ukrainiens sont transférés au royaume de Pologne.
Le monastère carmélite construit en 1627 est pillé par Bohdan Khmelnytsky en 1647. Il sera rénové et de nouveau actif en 1864.
Une importante communauté juive est installée à Berdytchiv depuis plusieurs siècles[réf. nécessaire]. C'est l'un des bastions du hassidisme naissant. Le cimetière juif couvre encore aujourd'hui une grande surface et fait l'objet de grands travaux de restauration. Vers le milieu du XVIIIe siècle, la ville reçoit le surnom de « Jérusalem de Volhynie ».
La région est annexée par la Russie lors du deuxième partage de la Pologne (1793).

### XIXesiècle
La ville devient  alors la capitale financière des marges sud-ouest de l'Empire russe[pas clair] et le reste jusqu'au milieu du XIXe. Kiev est alors développée dans ce rôle, en contrepoint plus « petit russe » et orthodoxe que Berdytchiv[pas clair].
En 1846, la ville comptait près de 1 893 bâtiments, 69 d'entre eux étaient construits en briques. Elle comptait aussi 11 rues, 80 passages piétons et 4 parcs. Honoré de Balzac visita la ville en 1850 et compara son développement plus ou moins aléatoire à une polka, des bâtiments penchant vers la droite, d'autres vers la gauche. Cette même année, il y épousa là madame Hanska, six mois avant sa mort.

### XXesiècle
Durant la révolution russe, à la suite de la tentative de putsch du général Kornilov, le Premier ministre Alexandre Kerenski fait emprisonner en septembre 1917 à Berditchev douze personnalités impliquées : les généraux Dénikine, Elsner, Erdélyi, Markov, Orlov, Pavsky, Sélivatchov, Serguievsky, Vannovsky, le lieutenant Kletsando, le prince Kropotkine et un fonctionnaire du ministère de la Guerre, Boudilovitch.
Sélivatchov, Pavsky et Serguievsky sont très vite relâchés. Le 6 septembre, les autorités annoncent au prince Kropotkine qu'aucune charge n'est retenue contre lui et il est libéré le 23.
Lors du dernier recensement de la population avant la Seconde Guerre mondiale, la communauté juive représente 37,5 % de la population avec 23 266 habitants.
En 1941, après l'occupation de l'Ukraine par l'armée allemande, la totalité de la population juive de la ville est exterminée sur place par les commandos spéciaux (Einsatzgruppen) du régime nazi. On estime de 20 000 à 30 000 le nombre de juifs assassinés[Où ?]. Parmi les victimes, se trouve la mère de l'écrivain Vassili Grossman. Des prisonniers de guerre soviétiques sont aussi éliminés durant cette période.

## Population

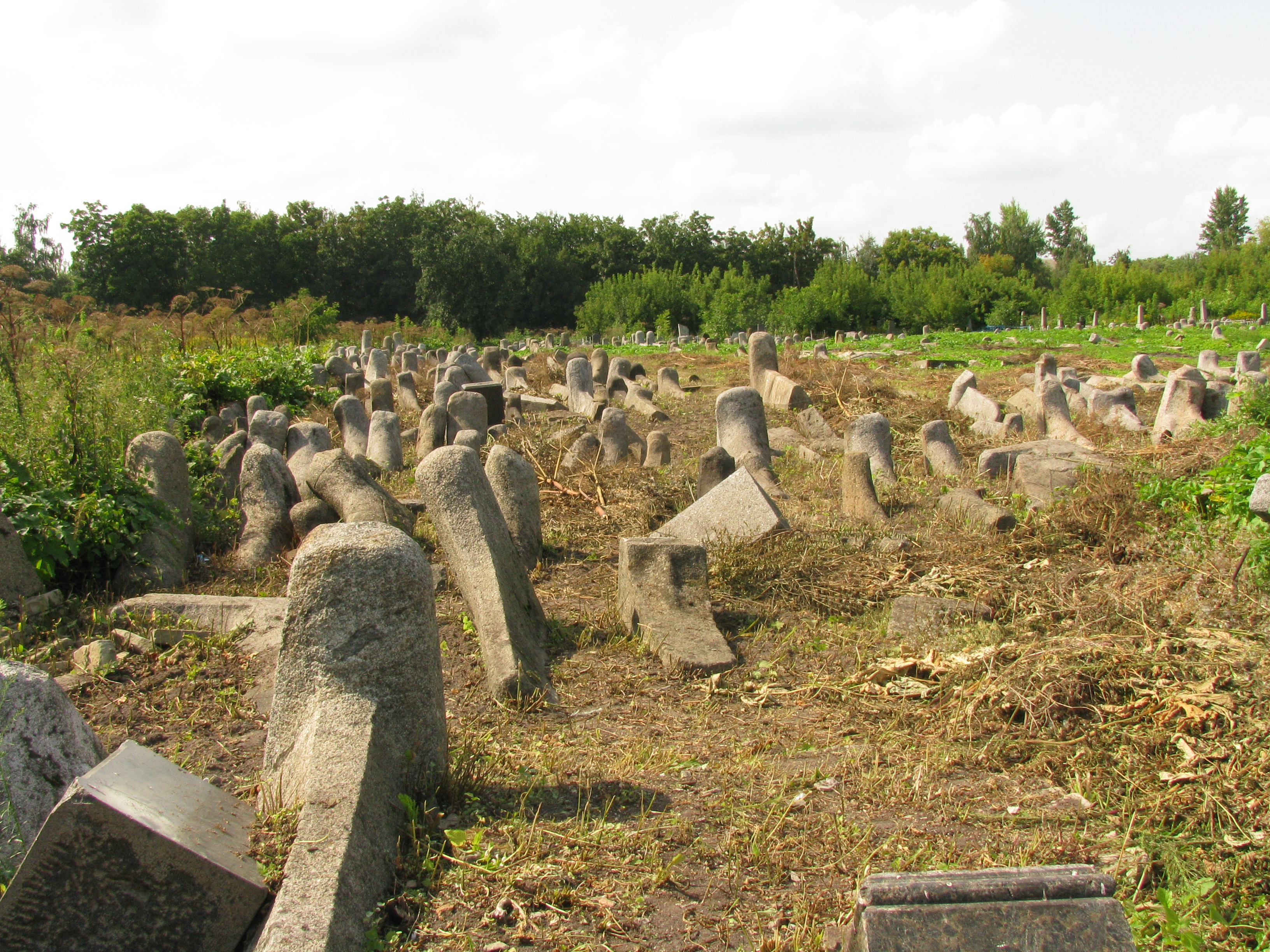
Dans le cimetière juif de Berdytchiv. Août 2011.

Recensements (*) ou estimations de la population :
| 1789  | 1858   | 1873   | 1897*  | 1911   | 1920   | 1923*  |
| ----- | ------ | ------ | ------ | ------ | ------ | ------ |
| 2 640 | 51 600 | 52 600 | 53 351 | 76 900 | 40 500 | 43 472 |

| 1926*  | 1939*  | 1959*  | 1970*  | 1979*  | 1989*  | 2001*  |
| ------ | ------ | ------ | ------ | ------ | ------ | ------ |
| 55 436 | 62 014 | 53 206 | 71 475 | 80 171 | 91 629 | 87 575 |

| 2012   | 2013   | 2014   | 2015   | 2016   | 2017   | 2018   |
| ------ | ------ | ------ | ------ | ------ | ------ | ------ |
| 78 799 | 78 523 | 78 312 | 77 788 | 77 197 | 76 711 | 76 229 |

| 2021   | - | - | - | - | - | - |
| ------ | - | - | - | - | - | - |
| 73 999 | - | - | - | - | - | - |

### Ethnicité
| Nationalité / Ethnicité | 1926  | 1939  | 1959  | 2001  |
| ----------------------- | ----- | ----- | ----- | ----- |
| Ukrainiens              | 26,4% | 42,1% | 56,2% | 84,8% |
| Russes                  | 8,1%  | 8,7%  | 18,6% | ≈9,5% |
| Polonais                | 8,5%  | 10,1% | 11,7% | ≈5,0% |
| Juifs                   | 55,5% | 37,5% | 11,8% | ≈0,5% |

## Culture

### Monuments
On trouve à Berdytchiv :
- un monastère des Carmes déchaux, duquel l’église de l’Immaculée-Conception a été déclarée sanctuaire national dédié à Marie en Patronne de l’Ukraine par la Conférence des évêques catholiques romains d’Ukraine, le 27 octobre 2011[11],[12].

### Illustrations

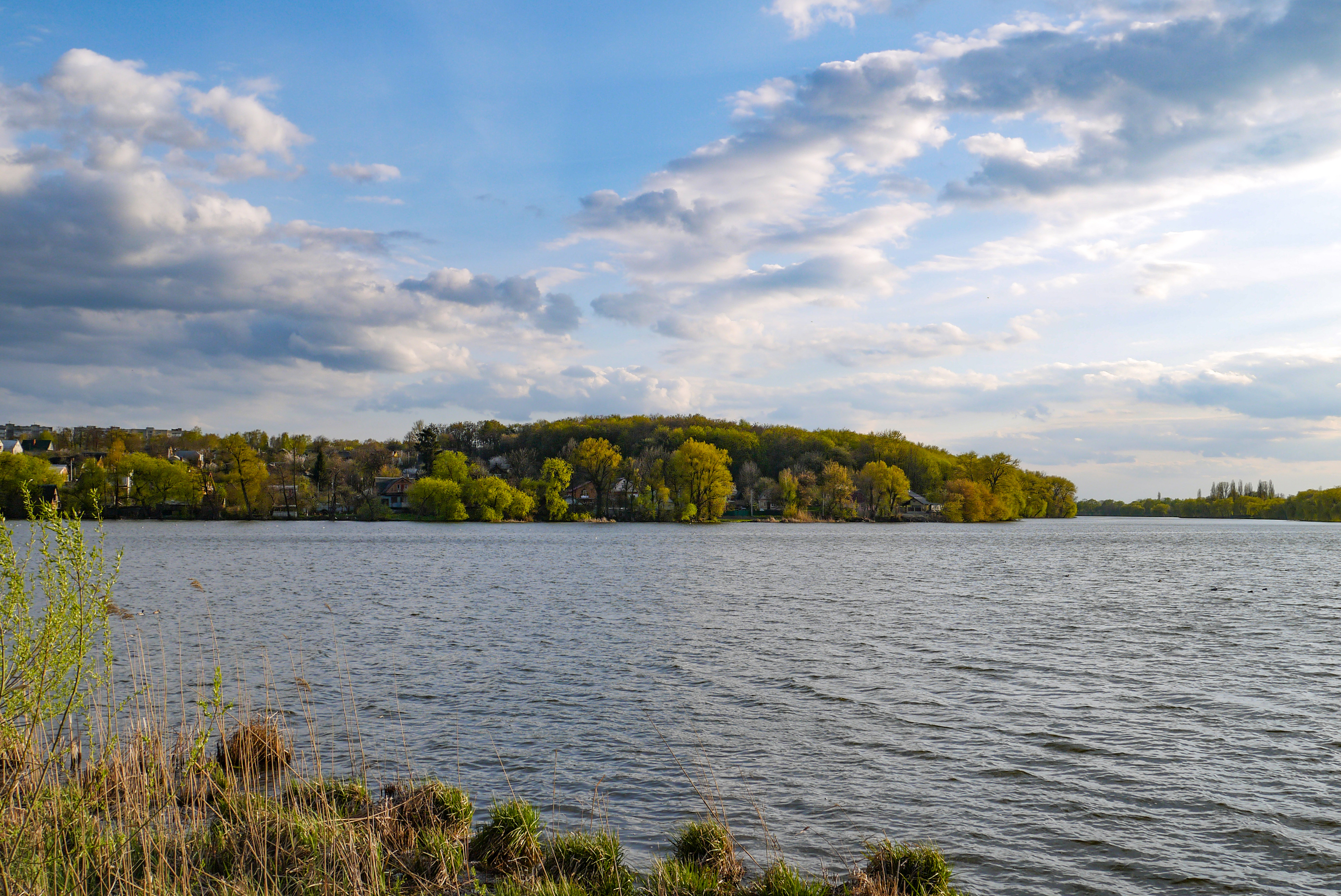
Habitat ancien classé[13].
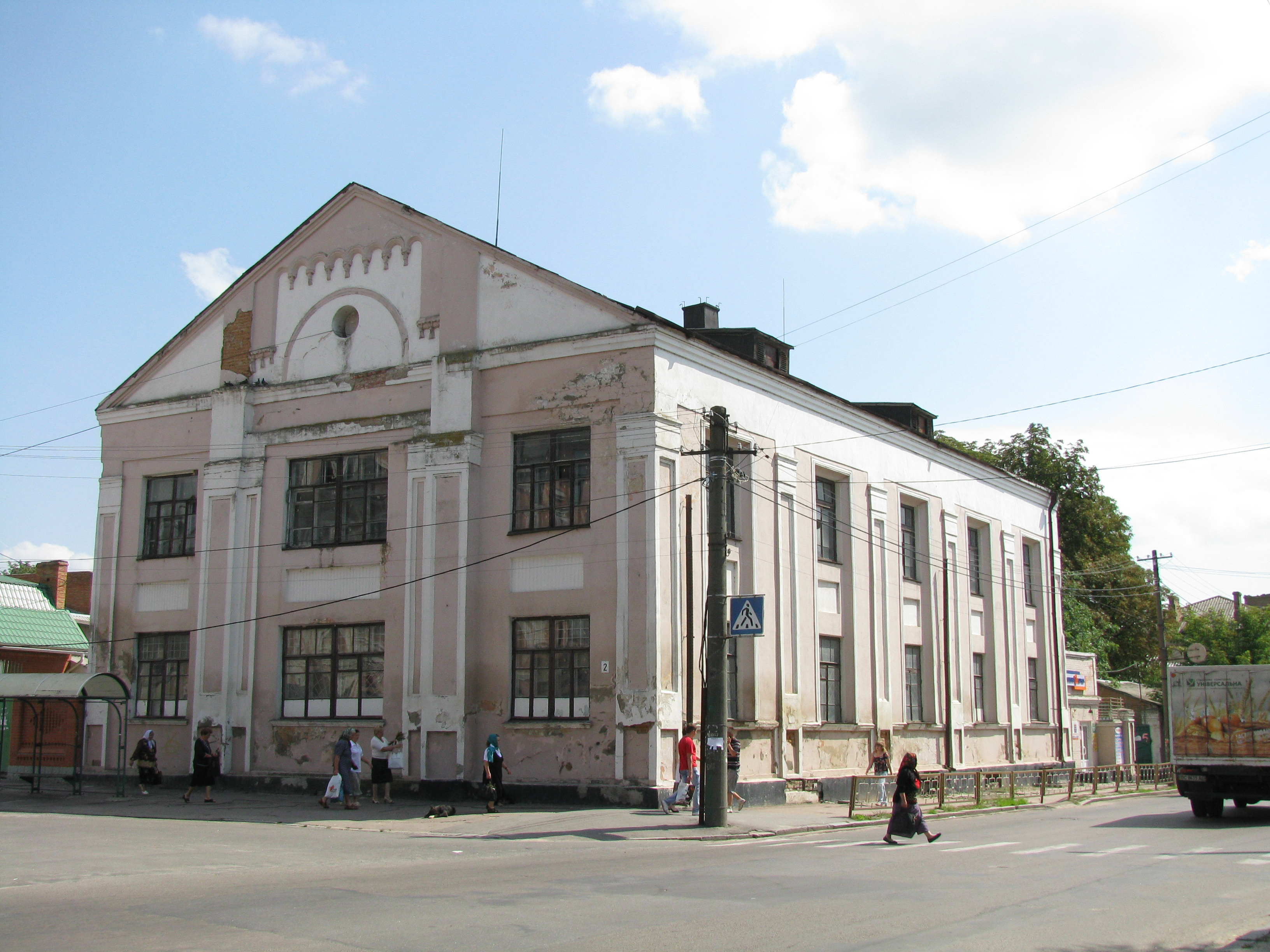
Synagogue chorale classée[14].
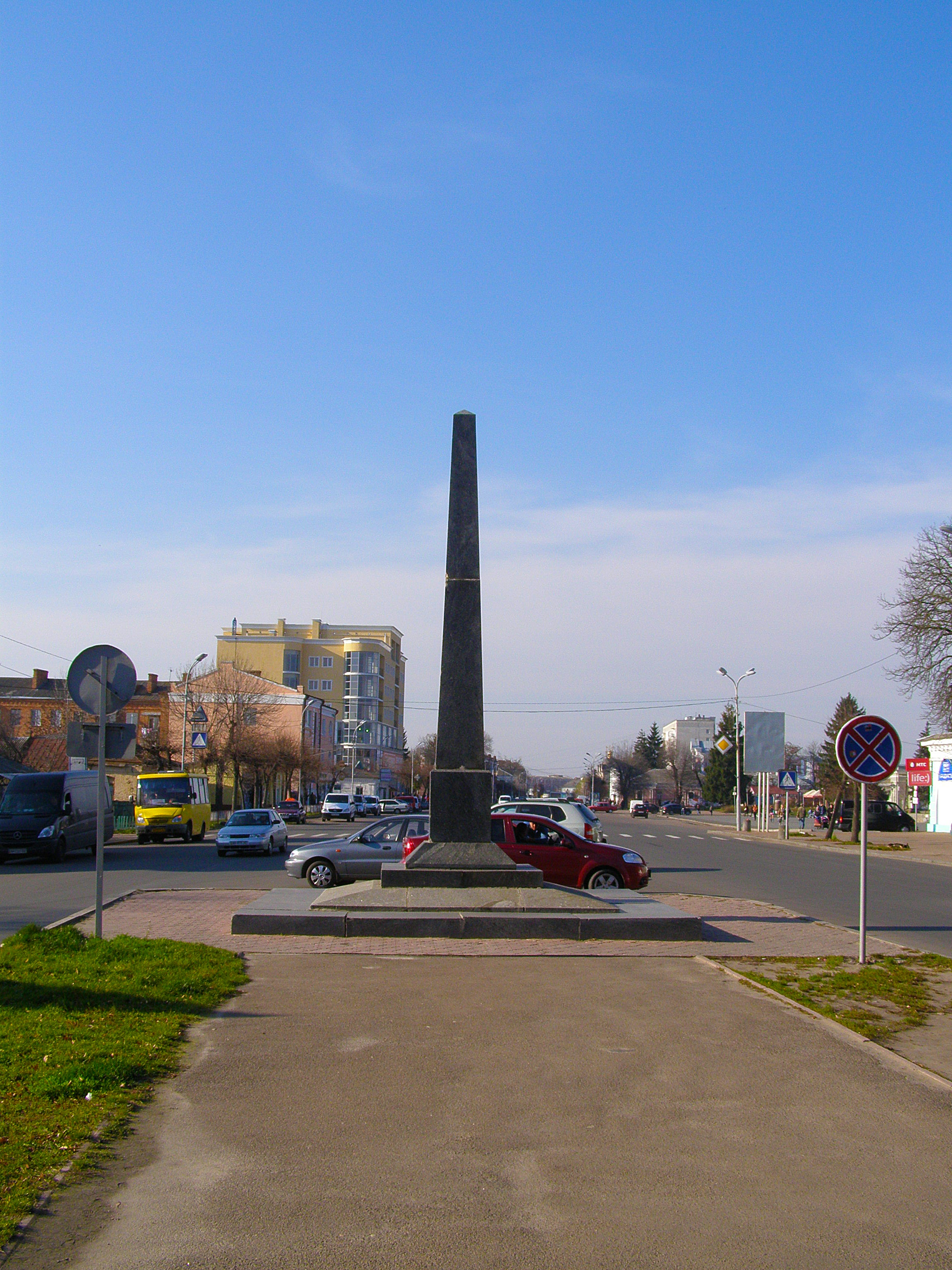
Obélisque de la Victoire 2GM classée[15].
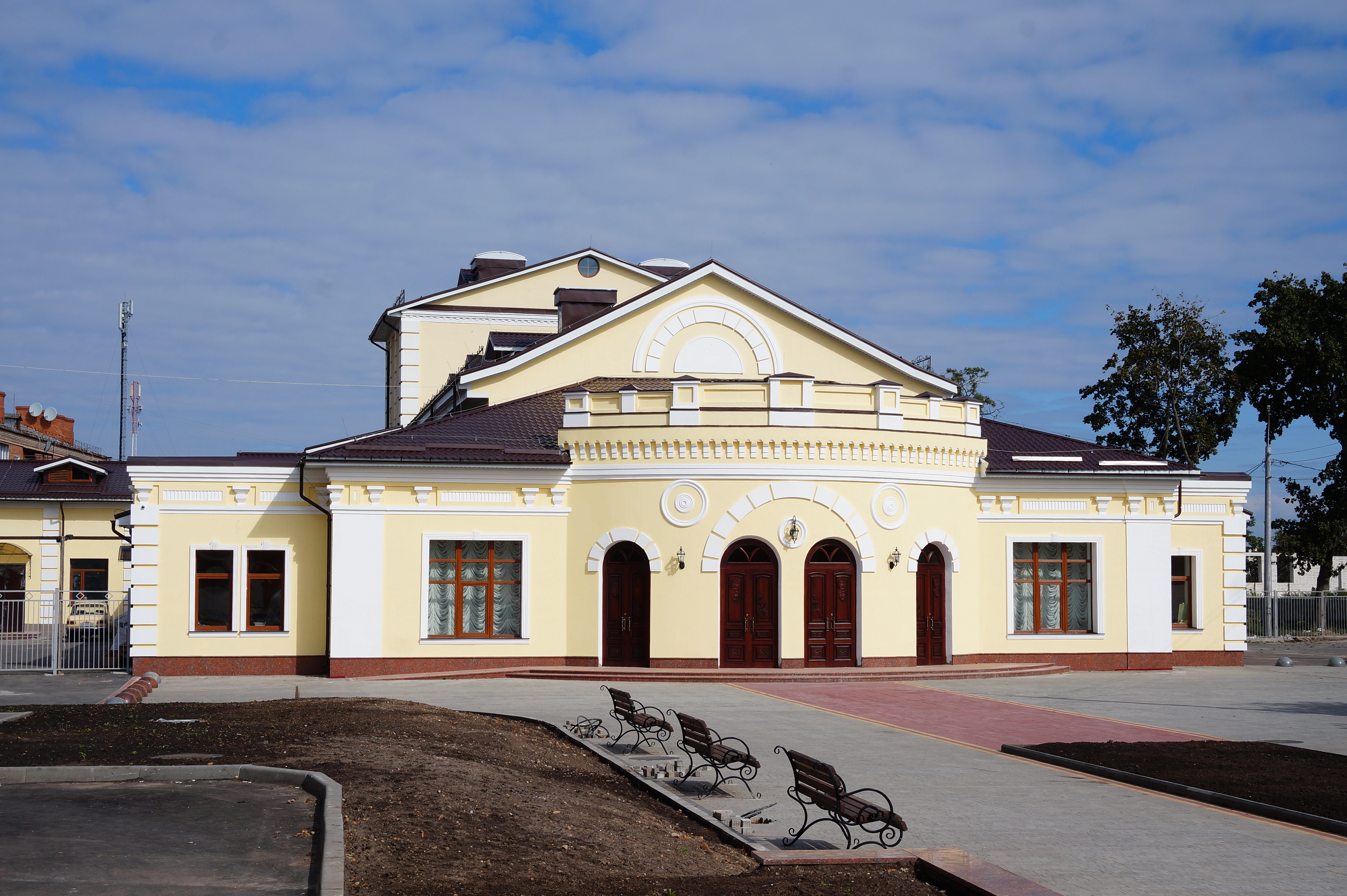
Maison de la culture classée[16].
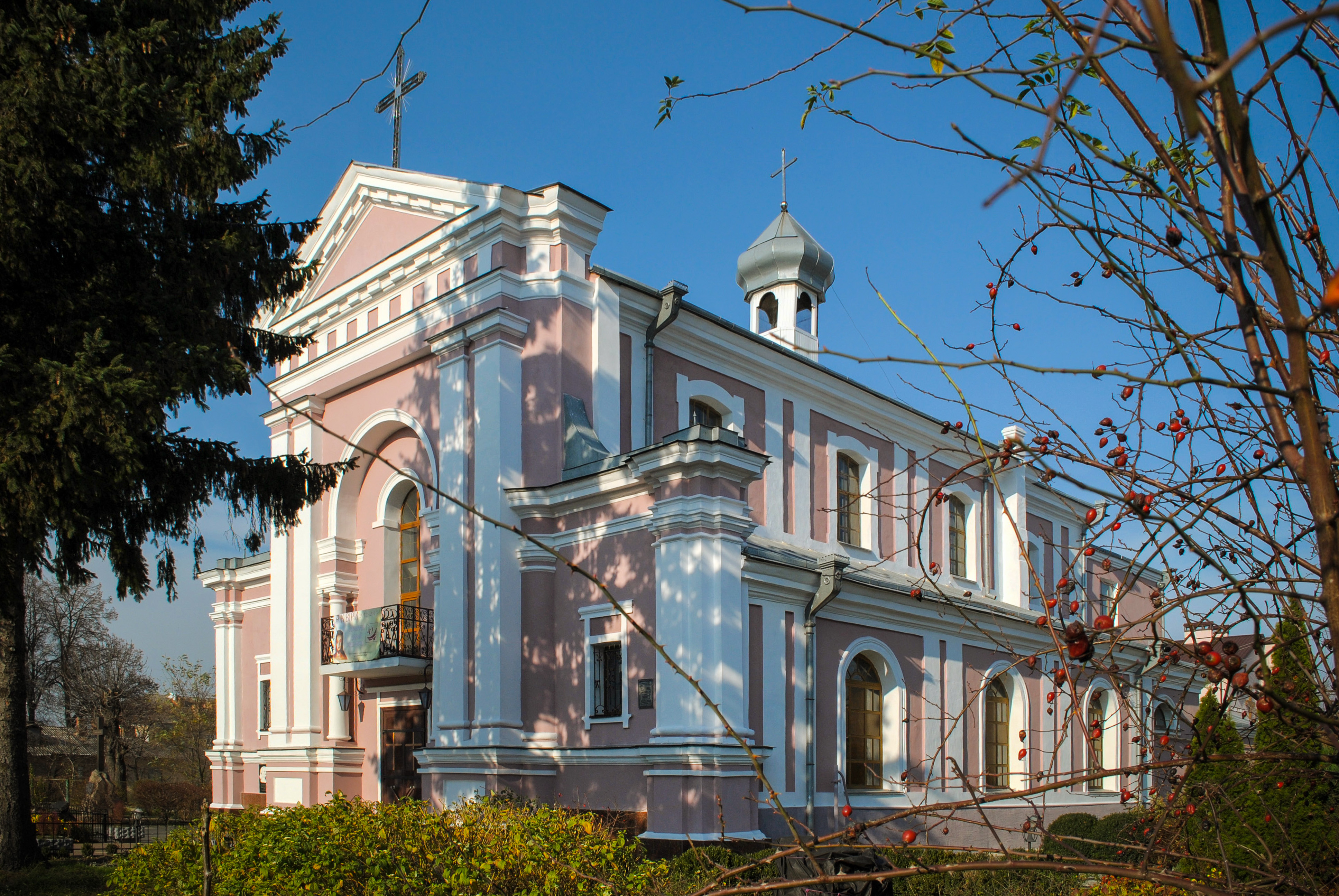
Église Sainte-Barbe classée[17].
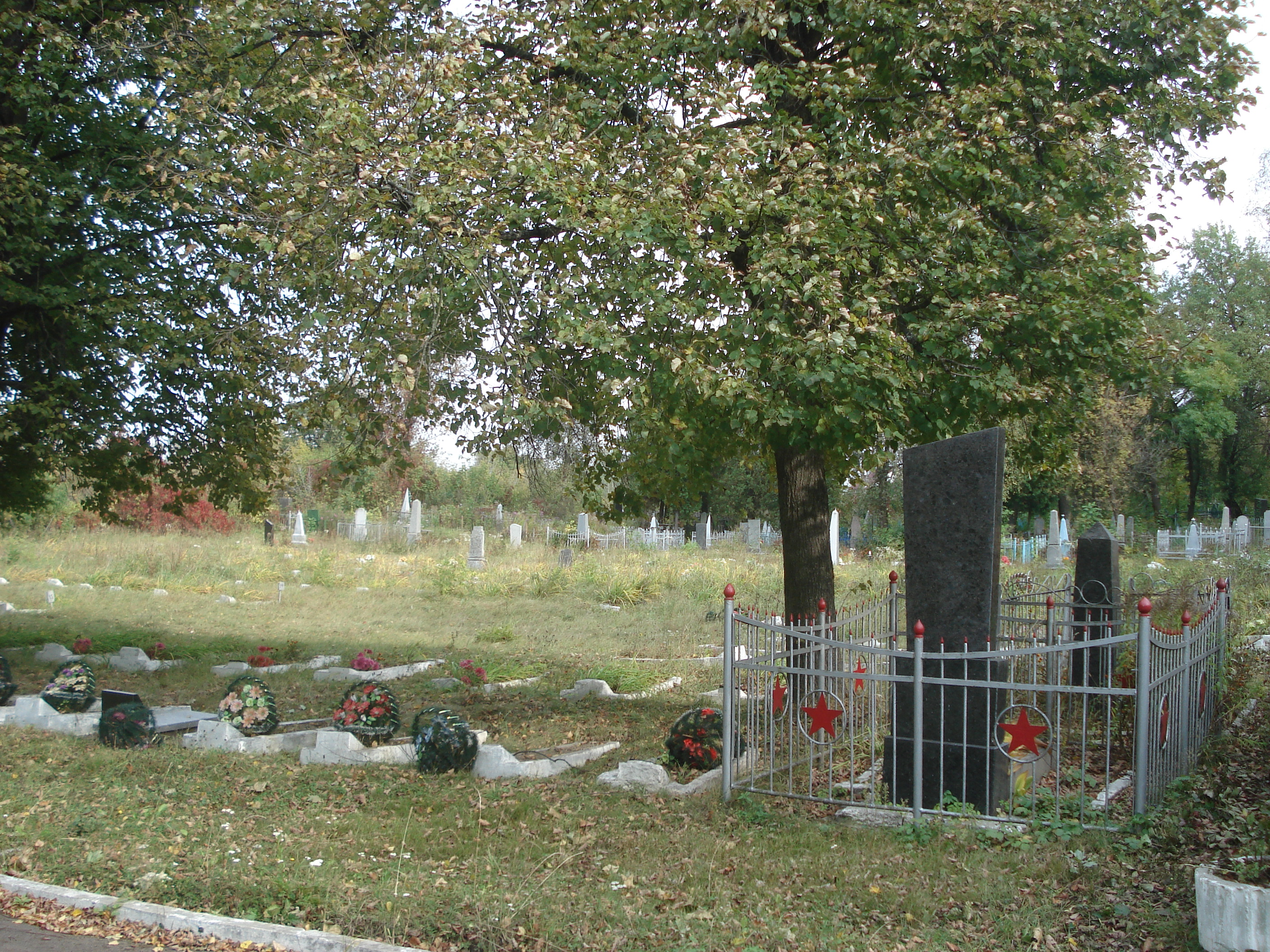
Cimetière militaire classé[18].
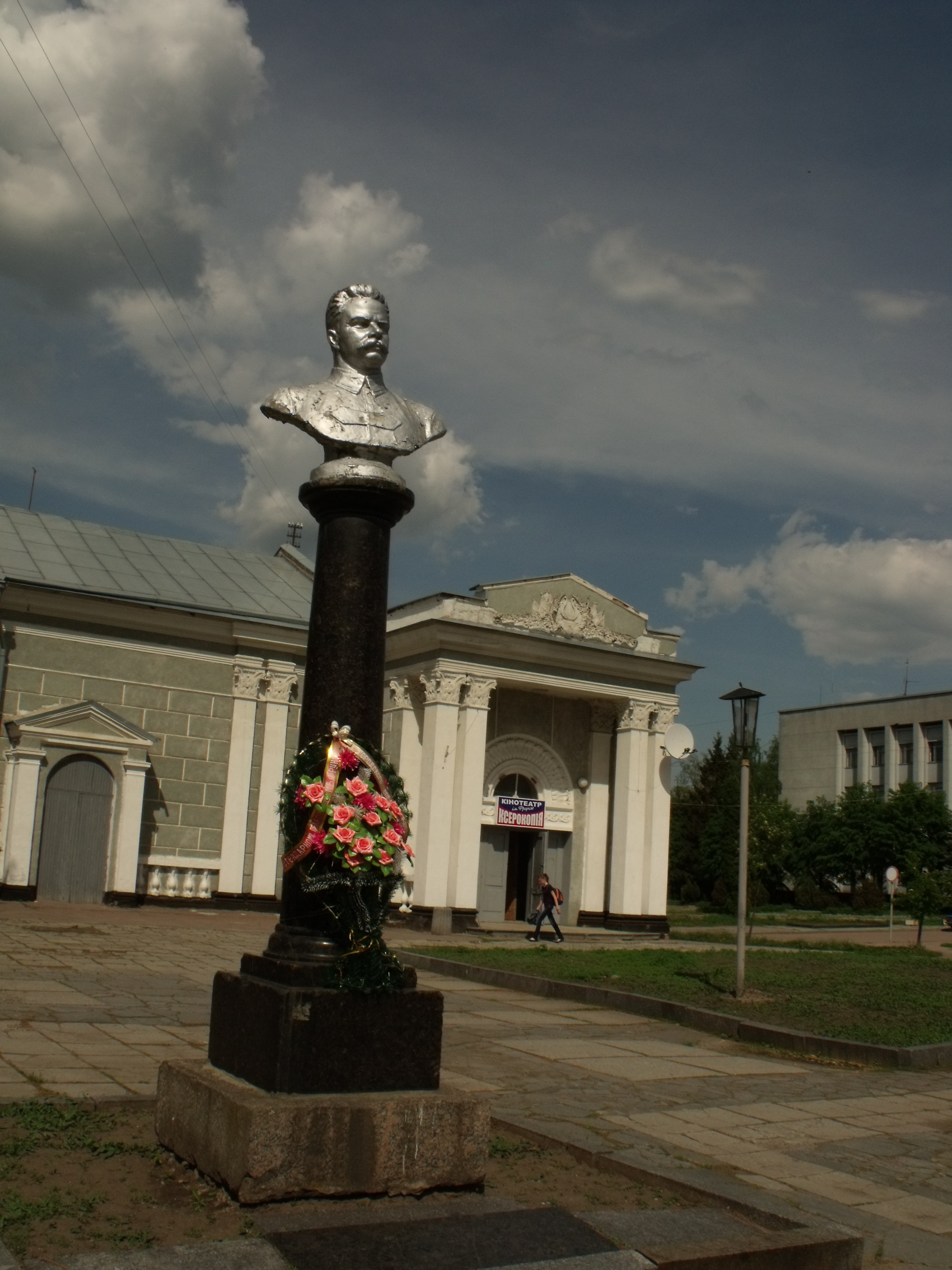
Buste de Mikhaïl Frounze classée[19].
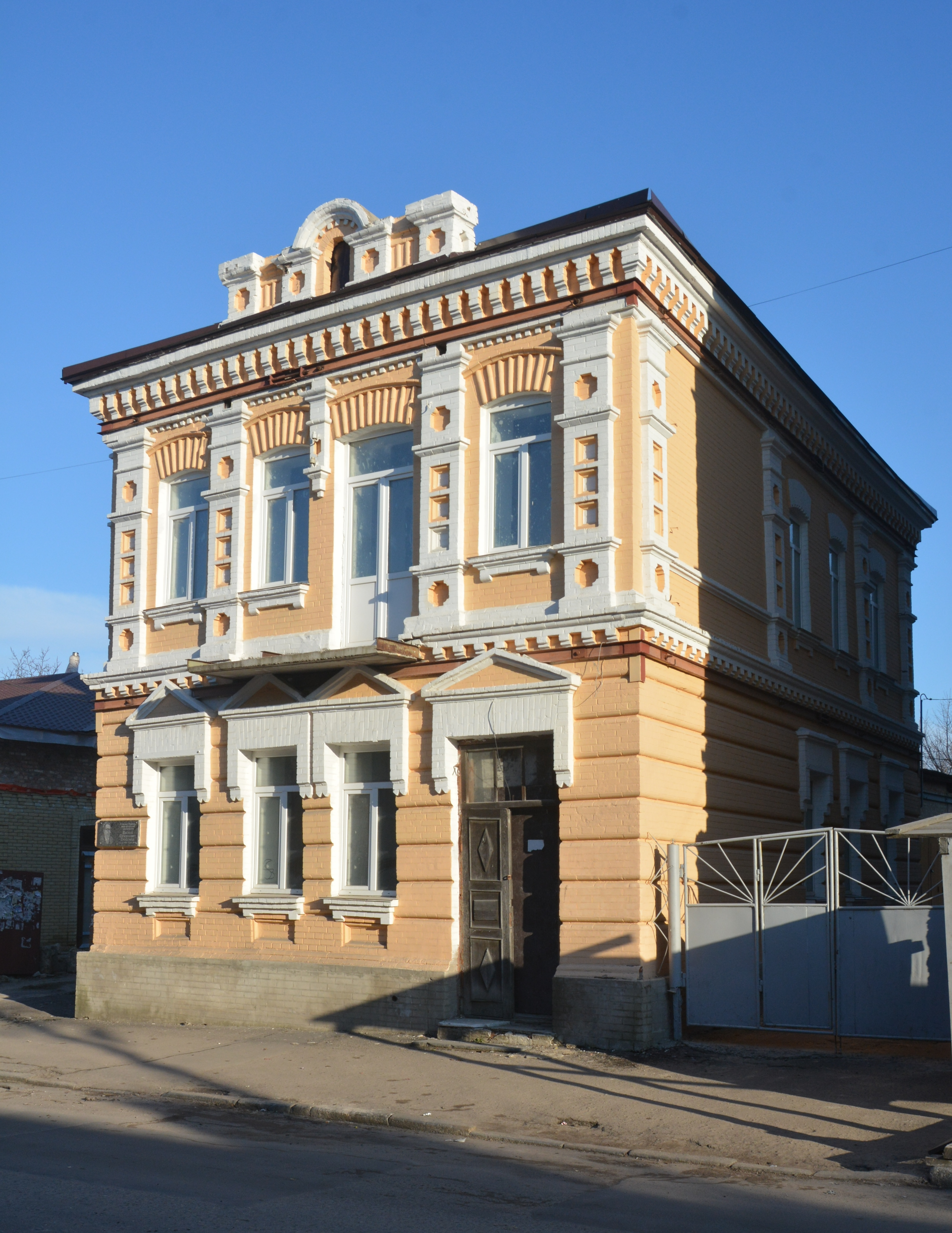
Maison Hrossman classée[20].

## Personnalités
Sont nées à Berdytchiv.

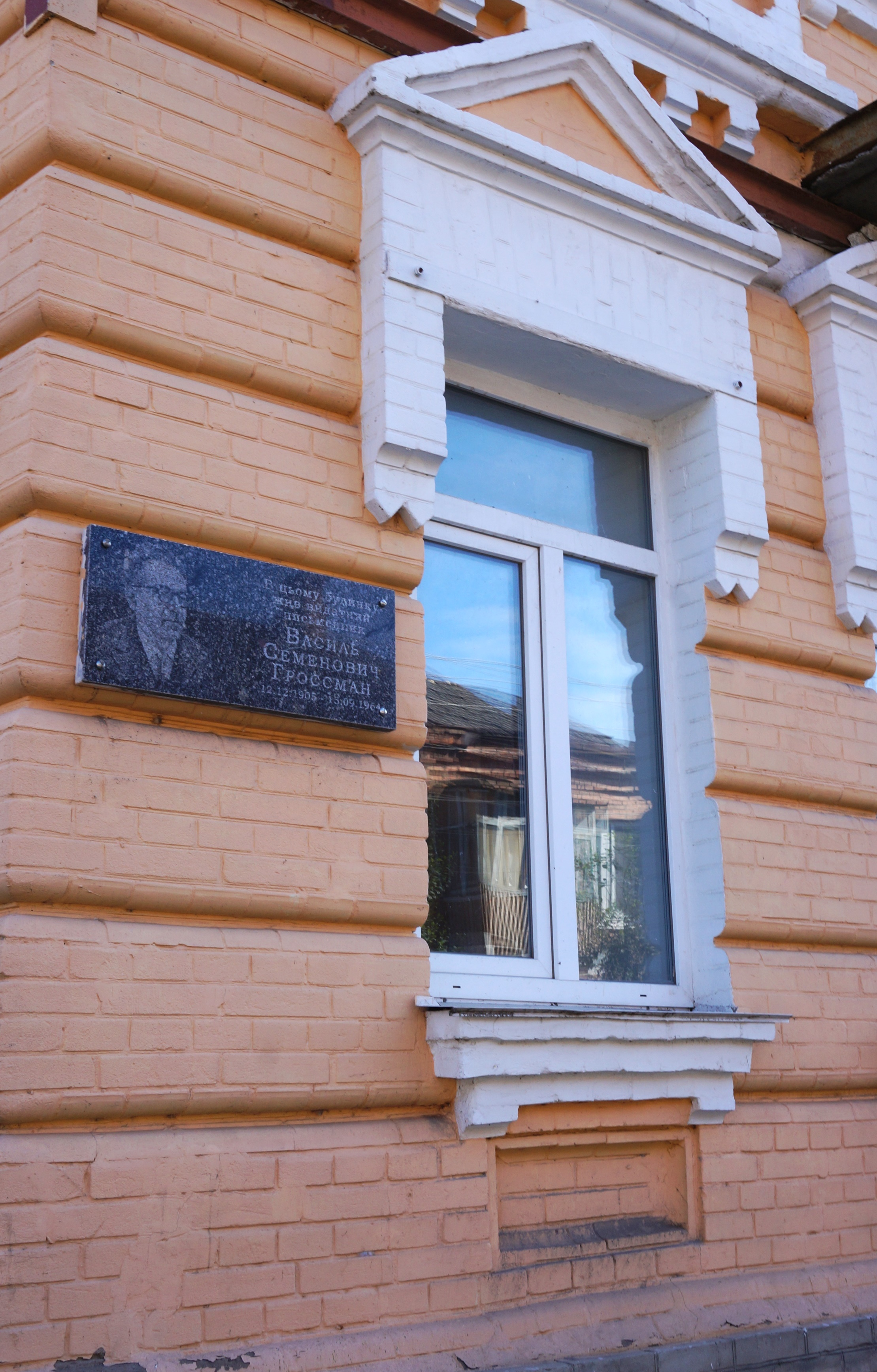
Plaque en hommage à Vassili Grossman classée.

- Joseph Conrad (1857-1924) : écrivain polonais de langue anglaise.
- Svyatoslav Piskoun, procureur général d'Ukraine.
- Boris Sidis (1867-1923) : psychologue, psychiatre et médecin juif russe.
- Der Nister (Pinkhas Kaganovitch, 1884-1950) : écrivain juif russe de langue yiddish.
- Vladimir Horowitz (1903-1989) : pianiste juif russo-américain (probablement né à Berdytchiv).
- Vassili Grossman (1905-1964) : écrivain et journaliste juif soviétique.
- Noach Pryłucki (1882-1941) : homme politique juif polonais du Folkspartei, linguiste yiddishisant, philologue et avocat.

Ont séjourné à Berdytchiv.

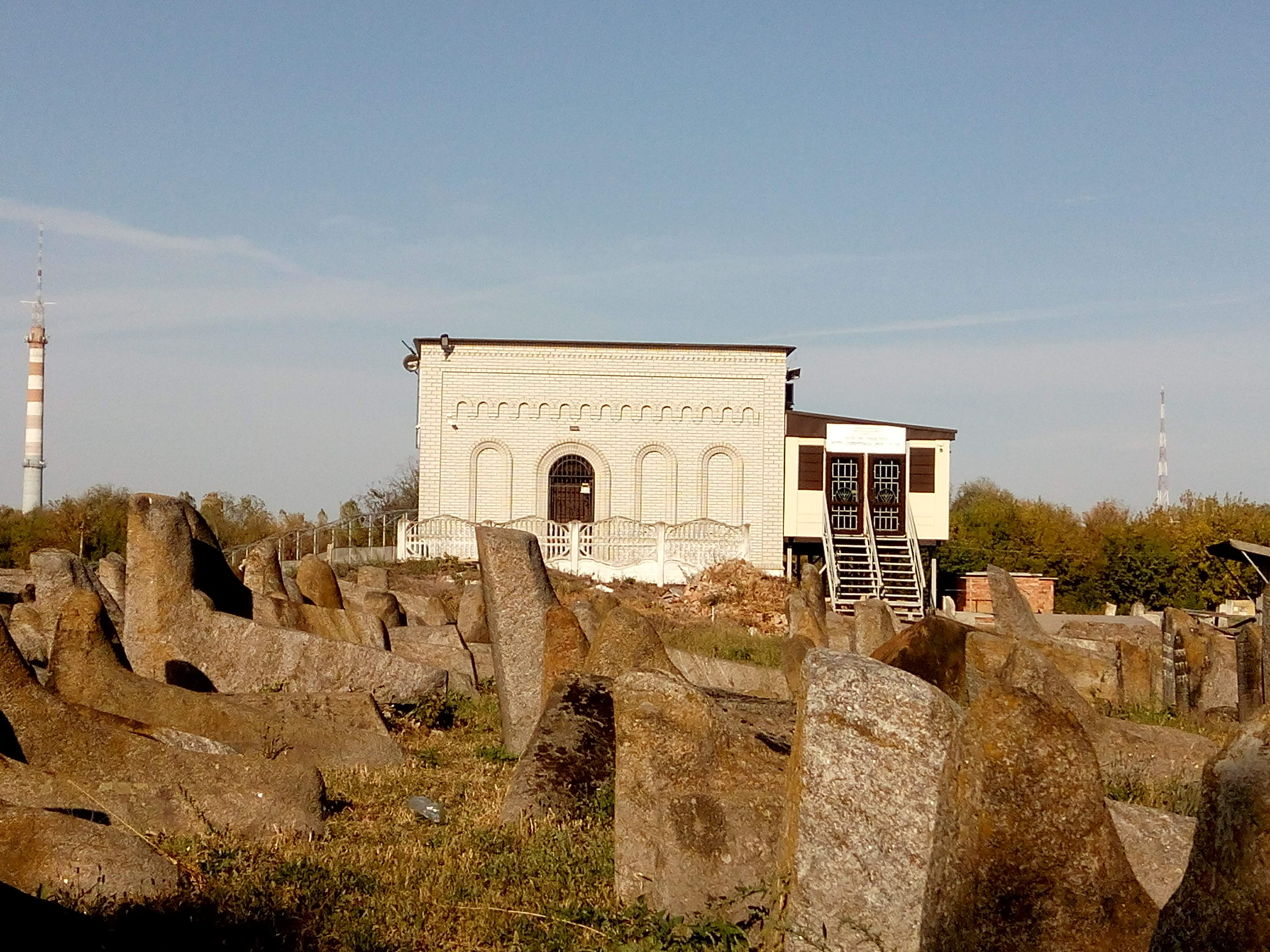
Tombe de Levi Yitzhok et cimetière juif classés.

- Levi Yitzhok de Berditchev (1740-1809) : rabbin, un des pères fondateurs du hassidisme, vécut à Berdytchiv.
- Honoré de Balzac (1799-1850) : écrivain français, se maria le 14 mars 1850 à Berdytchiv avec Ewelina Hańska.
- Anton Dénikine (1872-1947) : général russe, puis russe blanc, emprisonné à Berdytchiv.
- Mendele Moicher Sforim (1836-1917) : auteur juif et fondateur de la littérature moderne en hébreu, vécut à Berdytchiv.